# Суперкубок Германии по футболу 2016
Суперкубок Германии по футболу 2016 года — 7 розыгрыш турнира после его восстановления. Матч состоялся 14 августа между чемпионом Германии «Баварией» и Боруссией из Дортмунда.

## Матч

### Детали
| «Боруссия» | 0–2      | «Бавария»               |
| ---------- | -------- | ----------------------- |
|            | протокол | 58′ Видаль · 79′ Мюллер |